# Alberto Cisolla
Alberto Cisolla, född 10 oktober 1977 i Treviso, är en italiensk volleybollspelare. Cisolla blev olympisk silvermedaljör i volleyboll vid sommarspelen 2004 i Aten och tog guld vid EM 2005. Han avslutade sin spelarkarriär 2022.